# Должанский, Александр Наумович
Алекса́ндр Нау́мович Должа́нский (30 августа (12 сентября) 1908, Ростов-на-Дону — 21 сентября 1966, Ленинград, СССР) — советский музыковед, специалист по полифонии, автор известнейшего Краткого музыкального словаря. Кандидат искусствоведения, доцент.

## Биография
Родился в семье Наума Абрамовича Должанского, одного из первых членов  Ростово-Нахичеванского-на-Дону общества изящных искусств.
В 1928—1930 годы занимался по композиции у П. Б. Рязанова.
В 1930—1941 годы преподаватель теоретических предметов в Первом музыкальном техникуме.
В 1936 году окончил Ленинградскую консерваторию по специальности «музыковедение», а также аспирантуру.
В 1942 году под научным руководством Х. С. Кушнарёва защитил диссертацию на соискание учёной степени кандидата искусствоведения по теме «О некоторых композиционных особенностях инструментальных фуг И. С. Баха».
В 1937—1948 годы преподавал в Ленинградской консерватории. Уволен за решительный отказ выступить с осуждением Д. Д. Шостаковича.
В 1944 году присвоено учёное звание доцента.
В 1947 году вышло его исследование о мелодике и тематизме Д. Д. Шостаковича, где была изучена особая ладовая система, в которой создавал свои музыкальные произведения композитор.
В 1954—1966 годы продолжил преподавание в Ленинградской консерватории.

## Научные труды

### Монографии
- Должанский А. Н. Краткий музыкальный словарь. — Л., 1952. (2-е изд. — 1955, 3-е изд. — 1959, 4-е изд. — 1964)
- Союз композиторов СССР. Советские композиторы: краткий биографический справочник / сост. Г. Б. Бернандт, А. Н. Должанский. — М.: Советский композитор, 1957. — 695 с.
- Должанский А. Н. Музыка Чайковского: Симфонические произведения. — Л., 1960.
- Должанский А. Н. 24 прелюдии и фуги Шостаковича. — Л., 1963.[2]
- Должанский А. Н. Камерные инструментальные произведения Д. Шостаковича. — М., 1965.
- Должанский А. Н. Краткий курс гармонии для любителей и начинающих профессионалов. — Л.-М., 1966.
- Должанский А. Н. Избранные статьи. — Л., 1973.
- Должанский А. Н. Симфоническая музыка Чайковского: Избранные произведения — 2-е изд. — Л.: Музыка, 1981. — 208 с. — 15 000 экз.
- Должанский А. Н. Краткий музыкальный словарь. — 5-е изд.. — СПб.: Лань, 2000. — 448 с. — (Мир культуры, истории и философии). — 15 000 экз. — ISBN 5-8114-0231-7.

### Статьи
- Должанский А. Н. О ладовой основе сочинений Шостаковича // Советская музыка. 1947. № 4.